# Tarvaris Jackson
Pour les articles homonymes, voir Jackson.
(en) Statistiques sur pro-football-reference
Tarvaris DeAndre Jackson, né le 21 avril 1983 à Montgomery (Alabama) et mort le 12 avril 2020 à Pike Road, est un joueur américain de football américain qui évoluait au poste de quarterback. 
Il a joué dans la National Football League (NFL) pour les Vikings du Minnesota (2006 à 2010), les Seahawks de Seattle (2011 ; 2013 à 2015) et les Bills de Buffalo (2012). 

## Biographie

### Carrière universitaire
Ayant d'abord joué pour les Razorbacks de l'université de l'Arkansas, il change d'université en 2003 pour l'université d'État de l'Alabama et leur équipe des Hornets.

### Carrière professionnelle

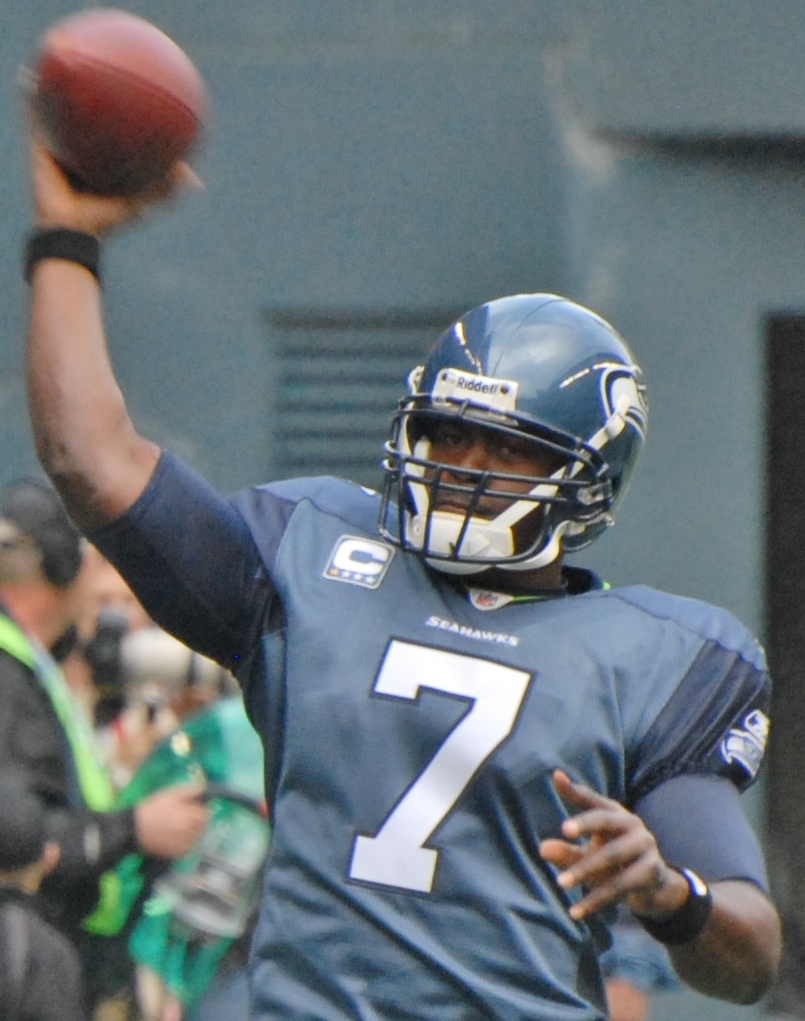
Tarvaris Jackson en 2011.

Il est sélectionné par les Vikings du Minnesota au deuxième tour, en 64e position, lors de la draft 2006 de la NFL. 
En 2014, il remporte avec les Seahawks le Super Bowl XLVIII contre les Broncos de Denver. Remplaçant du quarterback titulaire Russell Wilson, Jackson a toutefois joué une partie du 4e quart-temps.

### Mort
Le 12 avril 2020, l'université d'État du Tennessee, où il est entraîneur des quarterbacks, annonce la mort de Tarvaris Jackson dans un accident de voiture à Pike Road.

## Statistiques
| Année              | Équipe               | MJ                 |         | Passes   | Passes | Passes | Passes | Passes | Passes | Passes  |       | Courses | Courses | Courses | Courses |
| Année              | Équipe               | MJ                 | Tentées | Réussies | Pct.   | Yards  | TD     | Int.   | Éval.  | Tentées | Yards | Moy.    | TD      |         |         |
| 2006               | Vikings du Minnesota | 4                  | 81      | 47       | 58,1   | 475    | 2      | 4      | 62,5   | 15      | 77    | 5,1     | 1       |         |         |
| 2007               | Vikings du Minnesota | 12                 | 294     | 171      | 58,2   | 1 911  | 9      | 12     | 70,8   | 54      | 260   | 4,8     | 3       |         |         |
| 2008               | Vikings du Minnesota | 9                  | 149     | 88       | 59,1   | 1 056  | 9      | 2      | 95,4   | 26      | 145   | 5,6     | 0       |         |         |
| 2009               | Vikings du Minnesota | 8                  | 21      | 14       | 66,7   | 201    | 1      | 0      | 113,4  | 17      | -10   | -0,6    | 0       |         |         |
| 2010               | Vikings du Minnesota | 2                  | 58      | 34       | 58,6   | 341    | 3      | 4      | 63,9   | 7       | 63    | 9       | 0       |         |         |
| 2011               | Seahawks de Seattle  | 16                 | 450     | 271      | 60,2   | 3 091  | 14     | 13     | 79,2   | 40      | 108   | 2,7     | 1       |         |         |
| 2012               | Bills de Buffalo     | 0                  | -       | -        | -      | -      | -      | -      | -      | -       | -     | -       | -       |         |         |
| 2013               | Seahawks de Seattle  | 3                  | 13      | 10       | 76,9   | 151    | 1      | 0      | 140,2  | 4       | 1     | 0,3     | 1       |         |         |
| 2014               | Seahawks de Seattle  | 1                  | -       | -        | -      | -      | -      | -      | -      | -       | -     | -       | -       |         |         |
| 2015               | Seahawks de Seattle  | 4                  | 6       | 4        | 66,7   | 37     | 0      | 0      | 83,3   | 8       | -8    | -1      | 0       |         |         |
| Totaux en carrière | Totaux en carrière   | Totaux en carrière | 1 073   | 640      | 59,6   | 7 263  | 39     | 35     | 78,5   | 171     | 638   | 3,7     | 6       |         |         |